# Il cantante mascherato (terza edizione)
La terza edizione del talent show Il cantante mascherato è andata in onda in diretta di venerdì dall'11 febbraio al 1º aprile 2022 per sette puntate in prima serata su Rai 1 con la conduzione di Milly Carlucci, presso l'Auditorium Rai del Foro Italico di Roma.
In questa edizione la giuria viene nuovamente rinnovata: il numero dei giudici viene ridotto a quattro e Arisa, già partecipante alla prima edizione del programma nella maschera del Barboncino, subentra al posto di Costantino della Gherardesca e Patty Pravo. Rimane invariato l'utilizzo delle votazioni online tramite i social network ufficiali del programma (Instagram, Twitter e Facebook) e del pool investigativo presente guidato da Sara Di Vaira con la partecipazione di Rossella Erra (che prende il posto di Simone Di Pasquale, dato che è stato un concorrente con la maschera del Drago), che ha il compito di provare a indovinare chi si cela dietro le maschere, composto dal pubblico in studio in qualità di "investigatori". Tale giuria popolare, come nell'edizione precedente, ha anche la possibilità di salvare uno dei concorrenti allo spareggio, sostituendolo con un altro concorrente salvato in precedenza.
Una novità rispetto alle precedenti edizioni è la possibilità data a ciascun membro della giuria di fare una domanda a ciascun concorrente con l'obiettivo di raccogliere qualche indizio necessario a scoprire la sua identità.
L'edizione è stata vinta da Paolo Conticini con la maschera della Volpe, mentre al secondo posto si sono piazzati Lino Banfi e Rosanna Banfi con la maschera del Pulcino.

## Regolamento
Il regolamento prevede nella prima puntata un paio di manche: nel corso della prima tutti i cantanti si esibiscono nella canzone assegnata con un artista ospite; mentre nelle precedenti edizioni la votazione della giuria era funzionale al salvataggio di qualche concorrente, in questa edizione il loro voto candida ciascun concorrente allo smascheramento e quindi allo spareggio; al loro voto segue il televoto social, che in un primo momento ha l'obiettivo di salvare uno dei concorrenti a rischio eliminazione, mentre in un secondo momento ha l'obiettivo di scegliere il concorrente da smascherare. I concorrenti rimanenti si sfidano all'inizio della puntata successiva e quello sconfitto viene smascherato.
Nella seconda e nella terza puntata, dopo lo spareggio rimasto in sospeso nella puntata precedente, i rimanenti concorrenti si sfidano a coppie, duettando entrambi con lo stesso artista ospite. Al termine di ogni sfida, la giuria decide quale dei due concorrenti va alla prossima puntata e chi allo spareggio finale; in caso di parità di voti, il giudizio definitivo è dato dalla squadra investigativa. Tra i concorrenti a rischio uno è salvato dal televoto social e uno dalla squadra investigativa. Tra i concorrenti rimanenti, uno è smascherato alla fine della puntata, mentre gli ultimi due si sfidano all'inizio della puntata successiva e quello sconfitto viene smascherato.
Nella quarta puntata, Caterina Balivo, che fino alle precedenti puntate ha indovinato il maggior numero di cantanti mascherati, riceve una maschera d'oro da utilizzare nel momento finale di uno dei duelli della puntata, chiamato per l'occasione Maschera d'Oro, nel quale il giudice può tentare di indovinare la vera identità del perdente procedendo, in caso affermativo, al suo smascheramento immediato o mandandolo direttamente alla puntata successiva in caso contrario. Nel corso delle due semifinali, il ruolo della maschera d'oro è stato affidato a Francesco Facchinetti. 
Nella sesta puntata, poi, viene annunciato l'ingresso in gara di due nuove maschere, cioè Gatta e Pulcino, per le ultime due puntate. Tale ingresso è stato comunque preceduto dal primo spareggio della puntata insieme all'ultimo concorrente salvato nella puntata precedente.

## Cast

### Concorrenti
| VIP                  | Maschera           | Attività               | Posizione            |
| -------------------- | ------------------ | ---------------------- | -------------------- |
| Paolo Conticini      | Volpe              | Attore                 | Vincitore            |
| Lino Banfi           | Pulcino            | Attori                 | Secondi classificati |
| Rosanna Banfi        | Pulcino            | Attori                 | Secondi classificati |
| Riccardo Rossi       | Camaleonte         | Attore                 | Terzi classificati   |
| Giancarlo Magalli    | Lumaca             | Conduttore televisivo  | Terzi classificati   |
| Michela Magalli      | Lumaca             | Influencer             | Terzi classificati   |
| Cristiano Malgioglio | SoleLuna           | Cantautore             | Eliminato            |
| Gabriele Cirilli     | Pinguino 2         | Comico                 | Eliminato            |
| Eleonora Giorgi      | Gatta              | Attrice                | Eliminata            |
| Bianca Guaccero      | Medusa             | Attrice                | Eliminata            |
| Simone Di Pasquale   | Drago              | Ballerino              | Eliminato            |
| Vladimir Luxuria     | Pesce rosso        | Personaggio televisivo | Eliminata            |
| Riccardo Fogli       | Pastore maremmano  | Cantautore             | Eliminato            |
| Edoardo Vianello     | Pinguino 1         | Cantautore             | Ritirato             |
| Cristina D'Avena     | Cavalluccio marino | Cantante               | Eliminata            |
| Alba Parietti        | Aquila             | Showgirl               | Eliminata            |
| Fiordaliso           | Gallina            | Cantante               | Eliminata            |

### Giuria
- Arisa
- Caterina Balivo (Regina della giuria e Maschera d’Oro nella 4ª puntata)
- Francesco Facchinetti (Re della giuria e Maschera d’Oro nella 5ª e nella 6ª puntata)
- Flavio Insinna

### Pool investigativo
Pubblico in studio guidato da:
- Sara Di Vaira
- Rossella Erra

## Tabella dello svolgimento del programma
Legenda
     Il cantante mascherato è stato salvato tramite il televoto social e passa alla puntata successiva.
     Il cantante mascherato è stato salvato dai giudici e passa alla puntata successiva.
     Il cantante mascherato è stato salvato dalla squadra investigativa e passa alla puntata successiva.
     Il cantante mascherato è a rischio eliminazione e si sfiderà con l'avversario allo spareggio.
     Il cantante mascherato è a rischio eliminazione e si sfiderà con l'avversario allo spareggio nella puntata successiva.
     Il cantante mascherato è stato eliminato dal voto social e smascherato subito dopo l'eliminazione.
     Il cantante mascherato si è ritirato dal programma.
     Il cantante mascherato è in finale.
     Il cantante mascherato passa direttamente alla puntata successiva poiché il giudice con la maschera d'oro non è riuscito ad indovinare la sua vera identità.
     Il cantante mascherato è il vincitore del programma e si aggiudica il trofeo della maschera d'oro.
| Maschera           | Concorrente          | Attività               | Puntate     | Puntate     | Puntate     | Puntate     | Puntate     | Puntate     | Puntate     | Puntate      | Puntate      | Puntate      | Puntate      | Puntate   | Puntate              |
| Maschera           | Concorrente          | Attività               | 1           | 2           | 2           | 3           | 3           | 4           | 4           | Semifinale 1 | Semifinale 1 | Semifinale 2 | Semifinale 2 | Finale    | Finale               |
| ------------------ | -------------------- | ---------------------- | ----------- | ----------- | ----------- | ----------- | ----------- | ----------- | ----------- | ------------ | ------------ | ------------ | ------------ | --------- | -------------------- |
| Volpe              | Paolo Conticini      | Attore                 | Salvo       | A rischio   | Salvo       | Salvo       | Salvo       | Salvo       | Salvo       | Salvo        | Salvo        | Finalista    | Finalista    | Finalista | Vincitore            |
| Pulcino            | Lino Banfi           | Comico, Attore         | Non in gara | Non in gara | Non in gara | Non in gara | Non in gara | Non in gara | Non in gara | Non in gara  | Non in gara  | Finalista    | Finalista    | Finalista | Secondi classificati |
| Pulcino            | Rosanna Banfi        | Attrice                | Non in gara | Non in gara | Non in gara | Non in gara | Non in gara | Non in gara | Non in gara | Non in gara  | Non in gara  | Finalista    | Finalista    | Finalista | Secondi classificati |
| Camaleonte         | Riccardo Rossi       | Attore                 | Salvo       | Salvo       | Salvo       | Salvo       | Salvo       | Salvo       | Salvo       | Salvo        | Salvo        | A rischio    | In sospeso   | Finalista | Terzo classificato   |
| Lumaca             | Giancarlo Magalli    | Conduttore televisivo  | Salvi       | Salvi       | Salvi       | Salvi       | Salvi       | A rischio   | In sospeso  | A rischio    | In sospeso   | Finalisti    | Finalisti    | Finalisti | Terzi classificati   |
| Lumaca             | Michela Magalli      | Influencer             | Salvi       | Salvi       | Salvi       | Salvi       | Salvi       | A rischio   | In sospeso  | A rischio    | In sospeso   | Finalisti    | Finalisti    | Finalisti | Terzi classificati   |
| SoleLuna           | Cristiano Malgioglio | Cantautore             | Salvo       | A rischio   | Salvo       | A rischio   | Salvo       | Salvo       | Salvo       | Salvo        | Salvo        | A rischio    | In sospeso   | Eliminato |                      |
| Pinguino 2         | Gabriele Cirilli     | Comico                 | Non in gara | Non in gara | Non in gara | Non in gara | Non in gara | Salvo       | Salvo       | Salvo        | Salvo        | A rischio    | Eliminato    |           |                      |
| Gatta              | Eleonora Giorgi      | Attrice                | Non in gara | Non in gara | Non in gara | Non in gara | Non in gara | Non in gara | Non in gara | Non in gara  | Non in gara  | Eliminata    |              |           |                      |
| Medusa             | Bianca Guaccero      | Attrice                | Salva       | Salva       | Salva       | Salva       | Salva       | Salva       | Salva       | A rischio    | Eliminata    |              |              |           |                      |
| Drago              | Simone Di Pasquale   | Ballerino              | Salvo       | A rischio   | In sospeso  | A rischio   | In sospeso  | A rischio   | In sospeso  | Eliminato    |              |              |              |           |                      |
| Pesce rosso        | Vladimir Luxuria     | Personaggio televisivo | In sospeso  | Salva       | Salva       | A rischio   | Salva       | A rischio   | Eliminata   |              |              |              |              |           |                      |
| Pastore maremmano  | Riccardo Fogli       | Cantautore             | Salvo       | Salvo       | Salvo       | A rischio   | In sospeso  | Eliminato   |             |              |              |              |              |           |                      |
| Pinguino 1         | Edoardo Vianello     | Cantautore             | Salvo       | A rischio   | In sospeso  | Ritirato    |             |             |             |              |              |              |              |           |                      |
| Cavalluccio marino | Cristina D'Avena     | Cantante               | Salva       | A rischio   | Eliminata   |             |             |             |             |              |              |              |              |           |                      |
| Aquila             | Alba Parietti        | Showgirl               | In sospeso  | Eliminata   |             |             |             |             |             |              |              |              |              |           |                      |
| Gallina            | Fiordaliso           | Cantante               | Eliminata   |             |             |             |             |             |             |              |              |              |              |           |                      |

## Dettaglio delle puntate

### Prima puntata
- Data: 11 febbraio 2022

| Ordine di esibizione | Maschera                           | Canzone                                      | Responso  | Responso  |
| -------------------- | ---------------------------------- | -------------------------------------------- | --------- | --------- |
| 1                    | Volpe con I Cugini di Campagna     | Zitti e buoni (Måneskin)                     | Salva     | Salva     |
| 2                    | Medusa con Cristiano Malgioglio    | L'importante è finire (Mina)                 | Salva     | Salva     |
| 3                    | Lumaca con Orietta Berti           | Mille (Fedez, Achille Lauro e Orietta Berti) | Salva     | Salva     |
| 4                    | Gallina con Edoardo Vianello       | Per colpa di chi? (Zucchero)                 | A rischio | A rischio |
| 5                    | Drago con Marco Masini             | Guerriero (Marco Mengoni)                    | Salvo     | Salvo     |
| 6                    | Camaleonte con Riccardo Fogli      | Sono solo canzonette (Edoardo Bennato)       | Salvo     | Salvo     |
| 7                    | SoleLuna con Arisa                 | La notte (Arisa)                             | Salvo     | Salvo     |
| 8                    | Pinguino 1 con Cristina D'Avena    | Il pinguino innamorato (Trio Lescano)        | Salvo     | Salvo     |
| 9                    | Aquila con Morgan                  | A mano a mano (Riccardo Cocciante)           | A rischio | A rischio |
| 10                   | Pesce rosso con Memo Remigi        | Le mille bolle blu (Mina)                    | A rischio | A rischio |
| 11                   | Pastore maremmano con Fausto Leali | Mi manchi (Fausto Leali)                     | Salvo     | Salvo     |
| 12                   | Cavalluccio marino con Mietta      | Bad Romance (Lady Gaga)                      | Salvo     | Salvo     |

| Primo Spareggio | Primo Spareggio | Responso   | Identità   |
| --------------- | --------------- | ---------- | ---------- |
| 1               | Aquila          | In sospeso | N.D.       |
| 2               | Pesce rosso     | In sospeso | N.D.       |
| 3               | Gallina         | Eliminata  | Fiordaliso |

### Seconda puntata
- Data: 18 febbraio 2022
- Nota: Francesco Facchinetti, a causa della positività al SARS-CoV-2, viene sostituito da Iva Zanicchi.

| Primo spareggio | Primo spareggio | Primo spareggio          | Responso  | Identità      |
| --------------- | --------------- | ------------------------ | --------- | ------------- |
| 1               | Pesce rosso     | Medley (Raffaella Carrà) | Salvo     | N.D.          |
| 2               | Aquila          | Minuetto (Mia Martini)   | Eliminata | Alba Parietti |

| Ordine di esibizione | Maschera           | Ospite duettante | Canzone                                                     | Preferenza Giuria | Preferenza Giuria | Preferenza Giuria | Preferenza Giuria | Voti Giuria  | Responso     | Responso     |
| Ordine di esibizione | Maschera           | Ospite duettante | Canzone                                                     | Balivo            | Arisa             | Insinna           | Zanicchi          | Voti Giuria  | Responso     | Responso     |
| Prima manche         | Prima manche       | Prima manche     | Prima manche                                                | Prima manche      | Prima manche      | Prima manche      | Prima manche      | Prima manche | Prima manche | Prima manche |
| -------------------- | ------------------ | ---------------- | ----------------------------------------------------------- | ----------------- | ----------------- | ----------------- | ----------------- | ------------ | ------------ | ------------ |
| 1                    | Camaleonte         | Dodi Battaglia   | Piccola Katy (Pooh)                                         |                   |                   |                   |                   | 3            | Salvo        | Salvo        |
| 2                    | Volpe              | Dodi Battaglia   | Tanta voglia di lei (Pooh)                                  |                   |                   |                   |                   | 1            | A rischio    | A rischio    |
| Seconda manche       |                    |                  |                                                             |                   |                   |                   |                   |              |              |              |
| 3                    | Medusa             | Iva Zanicchi     | Zingara (Iva Zanicchi)                                      |                   |                   |                   |                   | 3            | Salva        | Salva        |
| 4                    | SoleLuna           | Iva Zanicchi     | Testarda io (la mia solitudine) (Iva Zanicchi)              |                   |                   |                   |                   | 1            | A rischio    | A rischio    |
| Terza manche         |                    |                  |                                                             |                   |                   |                   |                   |              |              |              |
| 5                    | Pinguino 1         | Paolo Belli      | Sotto questo sole (Francesco Baccini e Ladri di Biciclette) |                   |                   |                   |                   | 2            | A rischio    | A rischio    |
| 6                    | Lumaca             | Paolo Belli      | La prima cosa bella (Ricchi e Poveri)                       |                   |                   |                   |                   | 2            | Salva        | Salva        |
| Quarta manche        |                    |                  |                                                             |                   |                   |                   |                   |              |              |              |
| 7                    | Pastore maremmano  | Morgan           | Io che non vivo (Pino Donaggio)                             |                   |                   |                   |                   | 3            | Salvo        | Salvo        |
| 8                    | Drago              | Morgan           | Altrove (Morgan)                                            |                   |                   |                   |                   | 1            | A rischio    | A rischio    |
| Quinta manche        |                    |                  |                                                             |                   |                   |                   |                   |              |              |              |
| 9                    | Cavalluccio marino | Peppino Di Capri | Saint Tropez Twist (Peppino Di Capri)                       |                   |                   |                   |                   | 2            | A rischio    | A rischio    |
| 10                   | Pesce rosso        | Peppino Di Capri | Un grande amore e niente di più (Peppino Di Capri)          |                   |                   |                   |                   | 2            | Salvo        | Salvo        |

| Secondo spareggio | Secondo spareggio  | Responso   | Identità         |
| ----------------- | ------------------ | ---------- | ---------------- |
| 1                 | Volpe              | Salva      | N.D.             |
| 2                 | SoleLuna           | Salvo      | N.D.             |
| 3                 | Pinguino 1         | In sospeso | N.D.             |
| 4                 | Drago              | In sospeso | N.D.             |
| 5                 | Cavalluccio marino | Eliminato  | Cristina D'Avena |

### Terza puntata
- Data: 4 marzo 2022
- Ospiti: Anastasija Kuz'mina e Massimo Lopez

| Primo spareggio | Primo spareggio | Primo spareggio                   | Responso | Identità         |
| --------------- | --------------- | --------------------------------- | -------- | ---------------- |
| 1               | Pinguino 1      | Medley (Pupo ed Edoardo Vianello) | Ritirato | Edoardo Vianello |
| 2               | Drago           | Medley (Bee Gees e The Trammps)   | Salvo    | N.D.             |

| Ordine di esibizione | Maschera          | Ospite duettante | Canzone                                  | Preferenza Giuria | Preferenza Giuria | Preferenza Giuria | Preferenza Giuria | Voti Giuria  | Responso     | Responso     |
| Ordine di esibizione | Maschera          | Ospite duettante | Canzone                                  | Balivo            | Arisa             | Insinna           | Facchinetti       | Voti Giuria  | Responso     | Responso     |
| Prima manche         | Prima manche      | Prima manche     | Prima manche                             | Prima manche      | Prima manche      | Prima manche      | Prima manche      | Prima manche | Prima manche | Prima manche |
| -------------------- | ----------------- | ---------------- | ---------------------------------------- | ----------------- | ----------------- | ----------------- | ----------------- | ------------ | ------------ | ------------ |
| 1                    | Pesce rosso       | Fiordaliso       | Non voglio mica la luna (Fiordaliso)     |                   |                   |                   |                   | 1            | A rischio    | A rischio    |
| 2                    | Medusa            | Fiordaliso       | Amandoti (CCCP)                          |                   |                   |                   |                   | 3            | Salva        | Salva        |
| Seconda manche       |                   |                  |                                          |                   |                   |                   |                   |              |              |              |
| 3                    | Lumaca            | Cristina D'Avena | Ciao ciao (La Rappresentante di Lista)   |                   |                   |                   |                   | 3            | Salva        | Salva        |
| 4                    | Drago             | Cristina D'Avena | Sere nere (Tiziano Ferro)                |                   |                   |                   |                   | 1            | A rischio    | A rischio    |
| Terza manche         |                   |                  |                                          |                   |                   |                   |                   |              |              |              |
| 5                    | Volpe             | Arisa            | Controvento (Arisa)                      |                   |                   |                   |                   | 2            | Salva        | Salva        |
| 6                    | Pastore maremmano | Arisa            | Meraviglioso amore mio (Arisa)           |                   |                   |                   |                   | 2            | A rischio    | A rischio    |
| Quarta manche        |                   |                  |                                          |                   |                   |                   |                   |              |              |              |
| 7                    | SoleLuna          | Mietta           | Splendido splendente (Donatella Rettore) |                   |                   |                   |                   | 1            | A rischio    | A rischio    |
| 8                    | Camaleonte        | Mietta           | Dove si balla (Dargen D'Amico)           |                   |                   |                   |                   | 3            | Salvo        | Salvo        |

| Secondo spareggio | Secondo spareggio | Responso   | Identità |
| ----------------- | ----------------- | ---------- | -------- |
| 1                 | Pesce rosso       | Salvo      | N.D.     |
| 2                 | Drago             | In sospeso | N.D.     |
| 3                 | Pastore maremmano | In sospeso | N.D.     |
| 4                 | SoleLuna          | Salvo      | N.D.     |

### Quarta puntata
- Data: 11 marzo 2022
- Nota: Iva Zanicchi, già presente come giudice speciale nella seconda puntata, torna a far parte della giuria sostituendo Arisa, impegnata a Pechino per i XXIV Giochi olimpici invernali.

| Primo spareggio | Primo spareggio   | Primo spareggio                                    | Responso  | Identità       |
| --------------- | ----------------- | -------------------------------------------------- | --------- | -------------- |
| 1               | Drago             | Medley Grease (John Travolta e Olivia Newton-John) | Salvo     | N.D.           |
| 2               | Pastore maremmano | Medley (Piero Pelù e Riccardo Fogli)               | Eliminato | Riccardo Fogli |

| Ordine di esibizione | Maschera     | Ospite duettante      | Canzone                                         | Preferenza Giuria | Preferenza Giuria | Preferenza Giuria | Preferenza Giuria | Voti Giuria  | Responso     | Responso     |
| Ordine di esibizione | Maschera     | Ospite duettante      | Canzone                                         | Balivo            | Zanicchi          | Insinna           | Facchinetti       | Voti Giuria  | Responso     | Responso     |
| Prima manche         | Prima manche | Prima manche          | Prima manche                                    | Prima manche      | Prima manche      | Prima manche      | Prima manche      | Prima manche | Prima manche | Prima manche |
| -------------------- | ------------ | --------------------- | ----------------------------------------------- | ----------------- | ----------------- | ----------------- | ----------------- | ------------ | ------------ | ------------ |
| 1                    | Medusa       | Donatella Rettore     | Chimica (Ditonellapiaga e Donatella Rettore)    |                   |                   |                   |                   | 3            | Salva        | Salva        |
| 2                    | Pesce rosso  | Donatella Rettore     | Kobra (Donatella Rettore)                       |                   |                   |                   |                   | 1            | A rischio    | A rischio    |
| Seconda manche       |              |                       |                                                 |                   |                   |                   |                   |              |              |              |
| 3                    | Lumaca       | Edoardo Vianello      | Apri tutte le porte (Gianni Morandi)            |                   |                   |                   |                   | 2            | A rischio    | A rischio    |
| 4                    | Pinguino 2   | Edoardo Vianello      | Sul cucuzzolo (Edoardo Vianello)                |                   |                   |                   |                   | 2            | Salvo        | Salvo        |
| Terza manche         |              |                       |                                                 |                   |                   |                   |                   |              |              |              |
| 5                    | Camaleonte   | Francesco Facchinetti | La canzone del capitano (Francesco Facchinetti) |                   |                   |                   |                   | 3            | Salvo        | Salvo        |
| 6                    | SoleLuna     | Francesco Facchinetti | Medley (Jovanotti e Alan Sorrenti)              |                   |                   |                   |                   | 1            | Salvo        | Salvo        |
| Quarta manche        |              |                       |                                                 |                   |                   |                   |                   |              |              |              |
| 7                    | Volpe        | Iva Zanicchi          | Voglio amarti (Iva Zanicchi)                    |                   |                   |                   |                   | 3            | Salva        | Salva        |
| 8                    | Drago        | Iva Zanicchi          | Le montagne (Iva Zanicchi)                      |                   |                   |                   |                   | 1            | A rischio    | A rischio    |

| Secondo spareggio | Secondo spareggio | Responso   | Identità         |
| ----------------- | ----------------- | ---------- | ---------------- |
| 1                 | Pesce rosso       | Eliminato  | Vladimir Luxuria |
| 2                 | Lumaca            | In sospeso | N.D.             |
| 3                 | Drago             | In sospeso | N.D.             |

### Quinta puntata
- Data: 18 marzo 2022
- Ospiti: Max Giusti, Massimo Lopez e Alba Parietti

| Primo spareggio | Primo spareggio | Primo spareggio                         | Responso  | Identità           |
| --------------- | --------------- | --------------------------------------- | --------- | ------------------ |
| 1               | Drago           | Medley (Wham! e George Michael)         | Eliminato | Simone Di Pasquale |
| 2               | Lumaca          | Andavo a cento all'ora (Gianni Morandi) | Salva     | N.D.               |

| Ordine di esibizione | Maschera     | Ospite duettante | Canzone                               | Preferenza Giuria | Preferenza Giuria | Preferenza Giuria | Preferenza Giuria | Voti Giuria  | Responso     | Responso     |
| Ordine di esibizione | Maschera     | Ospite duettante | Canzone                               | Balivo            | Arisa             | Insinna           | Facchinetti       | Voti Giuria  | Responso     | Responso     |
| Prima manche         | Prima manche | Prima manche     | Prima manche                          | Prima manche      | Prima manche      | Prima manche      | Prima manche      | Prima manche | Prima manche | Prima manche |
| -------------------- | ------------ | ---------------- | ------------------------------------- | ----------------- | ----------------- | ----------------- | ----------------- | ------------ | ------------ | ------------ |
| 1                    | Volpe        | Red Canzian      | Uomini soli (Pooh)                    |                   |                   |                   |                   | 3            | Salva        | Salva        |
| 2                    | Medusa       | Red Canzian      | Noi due nel mondo e nell'anima (Pooh) |                   |                   |                   |                   | 1            | A rischio    | A rischio    |
| Seconda manche       |              |                  |                                       |                   |                   |                   |                   |              |              |              |
| 3                    | Camaleonte   | Ivana Spagna     | Call Me (Ivana Spagna)                |                   |                   |                   |                   | 3            | Salvo        | Salvo        |
| 4                    | Lumaca       | Ivana Spagna     | Easy Lady (Ivana Spagna)              |                   |                   |                   |                   | 1            | A rischio    | A rischio    |
| Terza manche         |              |                  |                                       |                   |                   |                   |                   |              |              |              |
| 5                    | Pinguino 2   | Orietta Berti    | Fin che la barca va (Orietta Berti)   |                   |                   |                   |                   | 3            | Salvo        | Salvo        |
| 6                    | SoleLuna     | Orietta Berti    | Luna piena (Orietta Berti)            |                   |                   |                   |                   | 1            | Salvo        | Salvo        |

| Secondo spareggio | Secondo spareggio | Secondo spareggio                 | Responso   | Identità        |
| ----------------- | ----------------- | --------------------------------- | ---------- | --------------- |
| 1                 | Medusa            | La bambola (Patty Pravo)          | Eliminata  | Bianca Guaccero |
| 2                 | Lumaca            | Felicità (Al Bano e Romina Power) | In sospeso | N.D.            |

### Sesta puntata
- Data: 25 marzo 2022
- Ospiti: Cristina D'Avena e Alba Parietti

| Primo spareggio | Primo spareggio | Primo spareggio                        | Responso  | Identità        |
| --------------- | --------------- | -------------------------------------- | --------- | --------------- |
| 1               | Lumaca          | Ciao ciao (La Rappresentante di Lista) | Salva     | N.D.            |
| 2               | Pulcino         | Medley (Jovanotti e Renato Carosone)   | Salvo     | N.D.            |
| 3               | Gatta           | La gatta (Gino Paoli)                  | Eliminata | Eleonora Giorgi |

| Ordine di esibizione | Maschera     | Ospite duettante | Canzone                                     | Preferenza Giuria | Preferenza Giuria | Preferenza Giuria | Preferenza Giuria | Voti Giuria  | Responso     | Responso     |
| Ordine di esibizione | Maschera     | Ospite duettante | Canzone                                     | Balivo            | Arisa             | Insinna           | Facchinetti       | Voti Giuria  | Responso     | Responso     |
| Prima manche         | Prima manche | Prima manche     | Prima manche                                | Prima manche      | Prima manche      | Prima manche      | Prima manche      | Prima manche | Prima manche | Prima manche |
| -------------------- | ------------ | ---------------- | ------------------------------------------- | ----------------- | ----------------- | ----------------- | ----------------- | ------------ | ------------ | ------------ |
| 1                    | SoleLuna     | Al Bano          | Nostalgia canaglia (Al Bano e Romina Power) |                   |                   |                   |                   | 0            | A rischio    | A rischio    |
| 2                    | Volpe        | Al Bano          | È la mia vita (Al Bano)                     |                   |                   |                   |                   | 4            | Salva        | Salva        |
| Seconda manche       |              |                  |                                             |                   |                   |                   |                   |              |              |              |
| 3                    | Pinguino 2   | Arisa            | Mi sento bene (Arisa)                       |                   |                   |                   |                   | 1            | A rischio    | A rischio    |
| 4                    | Pulcino      | Arisa            | Sincerità (Arisa)                           |                   |                   |                   |                   | 3            | Salvo        | Salvo        |
| Terza manche         |              |                  |                                             |                   |                   |                   |                   |              |              |              |
| 5                    | Lumaca       | Gigi D'Alessio   | Non mollare mai (Gigi D'Alessio)            |                   |                   |                   |                   | 3            | Salva        | Salva        |
| 6                    | Camaleonte   | Gigi D'Alessio   | Mon Amour (Gigi D'Alessio)                  |                   |                   |                   |                   | 1            | Salvo        | Salvo        |

| Secondo spareggio | Secondo spareggio | Secondo spareggio                     | Responso   | Identità         |
| ----------------- | ----------------- | ------------------------------------- | ---------- | ---------------- |
| 1                 | SoleLuna          | Figli delle stelle (Alan Sorrenti)    | In sospeso | N.D.             |
| 2                 | Pinguino 2        | Il pinguino innamorato (Trio Lescano) | Eliminato  | Gabriele Cirilli |

### Settima puntata
- Data: 1º aprile 2022
- Ospiti: Iva Zanicchi, Gemelli di Guidonia, Patty Pravo e Red Canzian

| Primo spareggio | Primo spareggio | Primo spareggio                | Responso  | Identità             |
| --------------- | --------------- | ------------------------------ | --------- | -------------------- |
| 1               | Camaleonte      | Dove si balla (Dargen D'Amico) | Salvo     | N.D.                 |
| 2               | SoleLuna        | Oh Marie (Louis Prima)         | Eliminato | Cristiano Malgioglio |

| Ordine di esibizione | Maschera     | Canzone                                                                        | Responso     | Identità                            |
| Prima manche         | Prima manche | Prima manche                                                                   | Prima manche | Prima manche                        |
| -------------------- | ------------ | ------------------------------------------------------------------------------ | ------------ | ----------------------------------- |
| 1                    | Lumaca       | Medley (Renzo Arbore, Renato Rascel e Liza Minnelli)                           | Eliminata    | Giancarlo Magalli e Michela Magalli |
| 2                    | Pulcino      | Medley (Morgana Giovannetti, Raffaella Carrà, Renato Carosone e Liza Minnelli) | Salvo        | N.D.                                |
| Seconda manche       |              |                                                                                |              |                                     |
| 3                    | Volpe        | Sabato pomeriggio (Claudio Baglioni)                                           | Salva        | N.D.                                |
| 4                    | Camaleonte   | Salirò (Daniele Silvestri)                                                     | Eliminato    | Riccardo Rossi                      |

I medley delle due maschere finaliste sono interamente dedicate a Patty Pravo, che si esibisce in ...e dimmi che non vuoi morire.
| Secondo spareggio | Secondo spareggio | Secondo spareggio                       | Responso             | Identità                   |
| ----------------- | ----------------- | --------------------------------------- | -------------------- | -------------------------- |
| 1                 | Pulcino           | Medley (Il paradiso/La spada nel cuore) | Secondo classificato | Lino Banfi e Rosanna Banfi |
| 2                 | Volpe             | Medley (Pazza idea/Se perdo te)         | Vincitore            | Paolo Conticini            |

## Ascolti
| Puntata            | Messa in onda    | Anteprima      | Anteprima | Puntata        | Puntata |
| Puntata            | Messa in onda    | Telespettatori | Share     | Telespettatori | Share   |
| ------------------ | ---------------- | -------------- | --------- | -------------- | ------- |
| 1                  | 11 febbraio 2022 | 4 260 000      | 17,6%     | 3 502 000      | 20,0%   |
| 2                  | 18 febbraio 2022 | 3 974 000      | 16,2%     | 3 347 000      | 18,9%   |
| 3                  | 4 marzo 2022     | 3 778 000      | 15,6%     | 3 086 000      | 17,1%   |
| 4                  | 11 marzo 2022    | –              | –         | 2 911 000      | 16,4%   |
| Prima semifinale   | 18 marzo 2022    | 3 598 000      | 15,2%     | 2 970 000      | 17,6%   |
| Seconda semifinale | 25 marzo 2022    | –              | –         | 2 924 000      | 17,2%   |
| Finale             | 1º aprile 2022   | 4 086 000      | 17,5%     | 3 507 000      | 21,9%   |
| Media              | Media            | 3 939 000      | 16,42%    | 3 178 000      | 18,44%  |